# Interações hidrofóbicas
Interações hidrofóbicas são um tipo de interação intermolecular no qual compostos apolares sofrem consequências das ações dinâmicas dos compostos polares. Isso significa que os compostos polares (hidrofílicos, que interagem com água) interagem entre si e, como os apolares não tem qualquer tipo de interação, eles são forçados a ficar numa condição que "atrapalhe menos" a interação dos compostos polares. Exemplos de compostos polares e apolares:
Polares: água; 
Apolares: compostos orgânicos em geral, como os óleos.
Esse comportamento pode ser observado em compostos anfipáticos, no qual possui em sua molécula uma porção apolar e outra polar, que designa na formação de micelas. Como exemplo temos os sabões e detergentes, sua parte apolar interage com gorduras e sua parte polar interage com a água. 
Moléculas apolares não apresentam regiões carregadas capazes de induzir atração às moléculas de água (polares) e, portanto, são insolúveis. Compostos hidrofílicos tem afinidade com a água e são considerados solúveis.